# Finn Thorgrimson
Finn Joost Thorgrimson (født 7. juni 1935 i København, død 23. januar 2019) var en dansk fagforeningsmand, der var formand for LO fra 1987 til 1996.
I sit arbejdsliv fungerede han som ufaglært specialarbejder.
Han blev i 1967 formand for SiD's afdeling i Kastrup, og kom i 1970 til LO, hvor han fik arbejde som sekretær. Han blev næstformand allerede i 1982 og var fra 1984 leder af LO's juridiske afdeling. Da den daværende formand Knud Christensen blev ramt af sygdom var Thorgrimson fungerende formand. Han blev valgt til formand for LO på organisationens kongres i 1987. Af andre tillidsposter under formandsperioden var bl.a. en bestyrelsespost i Arbejdsmarkedets Tillægspension og Lønmodtagernes Dyrtidsfond, ligesom Thorgrimson var formand for A-pressens bestyrelse.
Fra 1970 til 1974 var han kommunalbestyrelsesmedlem i Tårnby Kommune, valgt for Socialdemokratiet. Senere, i 1995, kappede LO de økonomiske bånd til partiet.